# Dodger Stadium
Das Dodger Stadium ist ein Baseball-Stadion in der US-amerikanischen Stadt Los Angeles im Bundesstaat Kalifornien. Es liegt im Tal von Chávez Ravine, nördlich von Downtown Los Angeles. Das Dodger Stadium wurde im Jahr 1962 eröffnet. Es wurde privat finanziert und kostete 23 Mio. US-Dollar. Seit seiner Eröffnung ist es die Heimat der Los Angeles Dodgers. Es ist momentan das nach der Zuschauerkapazität größte Stadion der Major League Baseball (MLB). Nach dem Bostoner Fenway Park (1912) und dem Wrigley Field (1914) in Chicago ist es das drittälteste Stadion der Liga. In den Jahren 1962 bis 1965 mussten sich die Dodgers das Stadion mit den Los Angeles Angels teilen.
Das Stadion war 1980 und 2022 Austragungsort des MLB All-Star Game. Außerdem wurden hier die Halbfinal- und Finalspiele der World Baseball Classics 2009 und 2017 sowie Baseballspiele während der Olympischen Sommerspiele 1984 ausgetragen. Am 3. August 2013 fand im Stadion ein Fußballturnier statt, an dem vier Vereine teilnahmen: die Los Angeles Galaxy sowie die europäischen Vereine Real Madrid, FC Everton und Juventus Turin. Die Los Angeles Kings und die Anaheim Ducks trugen 2014 ein reguläres Saisonspiel im Rahmen der NHL Stadium Series im Dodger Stadium aus.
Das Stadion wird manchmal auch als "Blue Heaven on Earth". (deutsch Blauer Himmel auf Erden) bezeichnet, ein Spitzname, den der Dodgers-Manager Tommy Lasorda geprägt hat.

## Geschichte

### Bau
Anfang der 1950er plante der Eigentümer der Brooklyn Dodgers, der Bauunternehmer Walter O’Malley ein von Richard Buckminster Fuller entworfenes Kuppelstadium anstelle des in die Jahre gekommenen Ebbets Field. Da dieses nicht zustande kam, wandte er sich an die Stadt Los Angeles. Dort wechselte der Bürgermeistersessel gerade von dem Demokraten Fletcher Bowron zum Republikaner Norris Poulson. Dieser stoppte das Elysian Heights Housing Project, das moderne Sozialwohnungen für die von Latinos bewohnte Siedlung Chavez Ravine hätte bereitstellen sollen. Dieses Wohnprojekt wurde vom österreichischen Architekten Richard Neutra entworfen. Um diese Pläne umzusetzen, hatte die Stadt Los Angeles, basierend auf dem National Housing Act von 1949, bereits seit 1951 Häuser von Chavez Ravine enteignen und zwangsräumen lassen. Während des Wahlkampfes von 1953 wurden unter Einfluss der Mc-Carthy-Ära Behauptungen laut, das Elysian Heights Project wäre "kommunistisch".
Erst am 3. Juni 1958, als die Wähler von Los Angeles einem Referendum des "Taxpayers Committee for Yes on Baseball" zustimmten, konnten die Dodgers das 1,42 km2 große Grundstück von der Stadt erwerben. Los Angeles vertrieb die Bewohner, hauptsächlich Hispanoamerikaner, gewaltsam aus ihren Häusern. Während des Baus des Dodger Stadium spielten die Dodgers von 1958 bis 1961 im Los Angeles Memorial Coliseum, das mehr als 90.000 Menschen fassen konnte.
Der in Los Angeles lebende Mike Davis beschreibt in seinem bahnbrechenden Werk über die Stadt, City of Quartz, den Prozess, mit dem die Hausbesitzer von Chavez Ravine schrittweise zum Verkauf bewegt wurden. Da fast alle der ursprünglich spanischsprachigen Hausbesitzer zunächst nicht verkaufen wollten, boten die Bauträger sofortige Barzahlungen an, die sie über ihre spanischsprachigen Vertreter verteilten. Nachdem die ersten Verkäufe abgeschlossen waren, wurden den verbleibenden Hausbesitzern immer geringere Geldbeträge angeboten, um in der Gemeinschaft die Angst zu schüren, keine angemessene Entschädigung zu erhalten oder als einer der wenigen Verweigerer zurückgelassen zu werden. Viele Anwohner hielten trotz des Drucks, der von den Erschließungsunternehmen auf sie ausgeübt wurde, an ihrem Widerstand fest, was zur Schlacht von Chavez Ravine führte, einem zehnjährigen Kampf der Anwohner um die Kontrolle über ihr Eigentum, den sie schließlich verloren.
Das Dodger Stadium war das erste Stadion der Major League Baseball seit dem Bau des ursprünglichen Yankee Stadium, das zu 100 % aus privaten Mitteln finanziert wurde und das letzte bis zur Eröffnung des Oracle Park in San Francisco im Jahr 2000. Der erste Spatenstich für das Dodger Stadium erfolgte am 17. September 1959. Die Spitzen der örtlichen Hügel wurden abgetragen und das Erdreich zum Auffüllen der Sulfur und Cemetery Ravines verwendet, um eine ebene Fläche für einen Parkplatz und das Stadion zu schaffen. Eine örtliche Grundschule (Palo Verde) wurde nicht abgerissen, sondern einfach begraben und befindet sich unter dem Parkplatz nordwestlich der dritten Base. Insgesamt wurden beim Bau des Stadions 6.100.000 m3 Erde bewegt. Insgesamt rund 21.000 Betonfertigteile, von denen einige bis zu 32 Tonnen wogen, wurden vor Ort hergestellt und mit einem speziell angefertigten Kran an ihren Platz gebracht, um das strukturelle Gerüst des Stadions zu bilden. Ursprünglich sollte das Stadion auf 85.000 Sitzplätze erweitert werden können, indem die oberen Decks über den Außenfeldpavillons ausgebaut werden. Die Dodgers haben ein solches Projekt jedoch nie in Angriff genommen.
Von 1962 bis 1965 war das Dodger Stadium auch die Heimat der Los Angeles Angels. Um zu vermeiden, dass sie sich ständig auf ihre Vermieter beziehen, nannten die Angels das Stadion Chavez Ravine Stadium (oder einfach "Chavez Ravine"), nach der geografischen Besonderheit, in der das Stadion liegt.

### Frank McCourt Ära

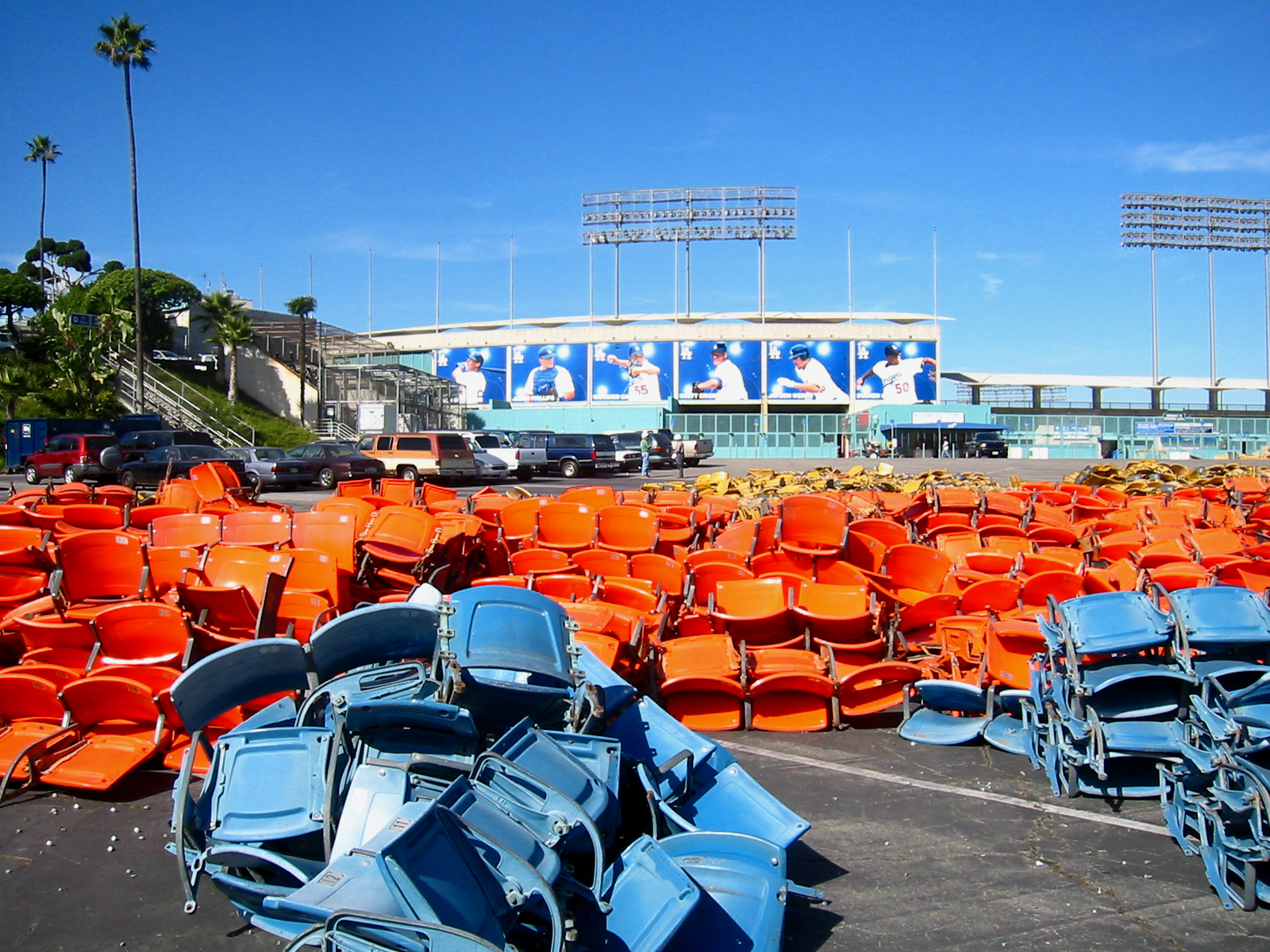
Entfernung der Sitze im Dodger-Stadion in der Offseason 2005.

Nach Abschluss der Saison 2005 führten die Los Angeles Dodgers umfangreiche Renovierungsarbeiten durch.
Die größte dieser Verbesserungen war der Austausch fast aller Sitze im Stadion. Die Sitze, die entfernt wurden, waren seit 1975 in Gebrauch. Die neuen Sitze sind in der ursprünglichen Farbpalette von 1962 gehalten, die aus Gelb, Hellorange, Türkis und Himmelblau besteht. 2.000 Sitzplatzpaare wurden zum Preis von 250 $ bis 500 $ zum Kauf angeboten, wobei der Erlös für wohltätige Zwecke bestimmt ist.
Die Sitzplätze auf der Baseline wurden in Logenplätze im Retro-Stil umgewandelt und mit Beinfreiheit und einem Tisch ausgestattet. Weitere Reparaturen wurden an der Betonstruktur des Stadions vorgenommen. Diese Verbesserungen markieren die zweite Phase eines mehrjährigen Verbesserungsplans für das Dodger Stadium.

### Renovierungen
Zwischen 2003 und 2005 wurde das Dodger Stadium mit LED-Videobildschirmen aufgerüstet. Die große Hauptvideowand ist 8,2 m hoch und 14 m breit.
Im Jahr 2008 kündigten die Dodgers ein 412-Millionen-Dollar-Projekt zum Bau eines Dodger-Museums, von Geschäften und Restaurants rund um das Dodger Stadium an. In einer Pressemitteilung beschrieb das Team die verschiedenen Merkmale der Renovierung.
In der Offseason 2008 sollten die oberen Stockwerke des Stadions renoviert werden, um die gleichen Reparaturen und Verbesserungen wie auf dem Spielfeld vorzunehmen. Die Verbesserungen sollten die Entfernung der Trogpissoirs in den Herrentoiletten, neue Verpflegungsstände und eine Erdbebensicherung der Betonstruktur umfassen. Außerdem sollten die Anzeigetafeln und Monitore im Außenbereich durch neue HD-Monitore ersetzt werden. Aufgrund der 2009 im Dodger Stadium stattfindenden World Baseball Classic wurden diese Renovierungsarbeiten auf Eis gelegt. Die Scheidung von Frank und Jamie McCourt sowie die schwache Wirtschaftslage waren die Gründe für die Verschiebung der geplanten Renovierungen.
Im Jahr 2008 beschloss der Stadtrat von Los Angeles einstimmig, dem Gebiet des Dodger-Stadions, das von der Academy Road, dem Lookout Drive. und dem Stadium Way begrenzt wird, eine eigene Postleitzahl zu geben: 90090. Damit erhält das Gebiet auch einen neuen Namen: Dodgertown. Dodgertown war der Name des ehemaligen Spring Training Geländes der Dodgers in Vero Beach, Florida

### Neuer Eigentümer und weitere Renovierung

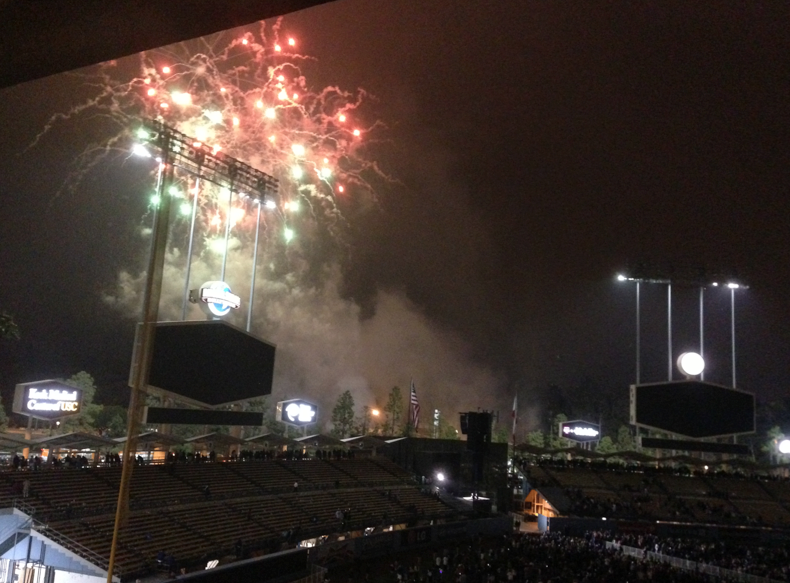
Dodger-Stadion während eines Feuerwerks nach dem Spiel, bei der die neuen HD-Bildschirme anstelle der alten rechteckigen Videotafel zu sehen sind

Nach dem Verkauf der Dodgers im Jahr 2012 beauftragte das Team die Architektin, Stadtplanerin und Stadionspezialistin Janet Marie Smith mit der Renovierung des 50 Jahre alten Stadions. Die Renovierung des Dodger Stadium begann im Winter 2012. Beide Videotafeln wurden durch High-Definition-Bildschirme ersetzt, und es wurden neue Clubhäuser und Krafträume eingerichtet. Auch die Toiletten, Verpflegungsstände, das Soundsystem und die Batting Cages wurden verbessert und renoviert.
Der Eigentümer der Dodgers, Guggenheim Partners, hat intern erörtert, die Dodgers in ein neues Stadion in der Innenstadt von Los Angeles zu verlegen, das von der Anschutz Entertainment Group vorgeschlagen wurde, damit ein NFL-Team ein Stadion auf dem Gelände des Dodger-Stadions bauen kann. Guggenheim Partners zog auch in Erwägung, einem NFL-Team den Bau eines Stadions neben dem Dodger Stadium zu gestatten. Die NFL entschied sich schließlich für den Bau des SoFi Stadium in der Stadt Inglewood.
Die umfangreichen Renovierungsarbeiten am Dodger Stadium wurden zur Saison 2013 abgeschlossen und umfassten unter anderem neue sechseckige HD-Video- und Anzeigetafeln, ein neues Soundsystem, breitere Zuschauerränge, mehr Stehplätze, verbesserte Toiletten und einen Kinderspielplatz.
Zwischen den Spielzeiten 2013 und 2014 wurden weitere Renovierungsarbeiten durchgeführt. Das Dodger Stadium profitierte von Verbesserungen wie breiteren Zuschauerrängen in den Pavillons, neuen Restaurants, eigenen Team-Store-Gebäude, die die Zelte ersetzen, die zuvor als Team-Stores dienten und Bullpen-Übersichtsräumen mit Aussichtsbars.
Am 23. Juli 2019 wurde auf einer Pressekonferenz die 100-Millionen-Dollar-Renovierung des Stadions vorgestellt, die einen 0,81 ha großen Platz im Mittelfeld mit einem Kinderspielplatz zwischen der linken und rechten Tribüne, die Verlegung der Jackie-Robinson-Statue vom Eingang des linken Feldes zum Spielplatz im Mittelfeld sowie eine Ausstellung zu Ehren der Legenden des Dodger-Baseballs, eine Sportbar und einen Biergarten umfasst. Außerdem gibt es neue Aufzüge und Rolltreppen, die die Außentribünen mit dem Spielfeld, den Logen und den Reserveebenen verbinden, sowie einen neuen Haupteingang zum Stadionzentrum. Die Renovierung wurde abgeschlossen, während die reguläre Saison 2020 verschoben wurde.

## Galerie

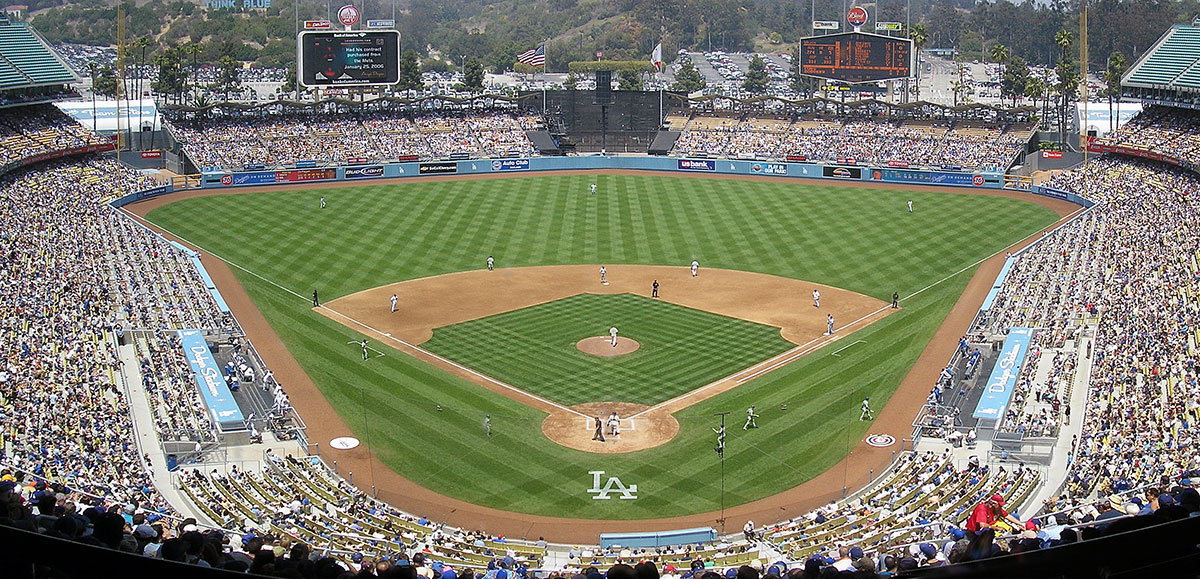
Panorama des Dodger Stadium (2007)
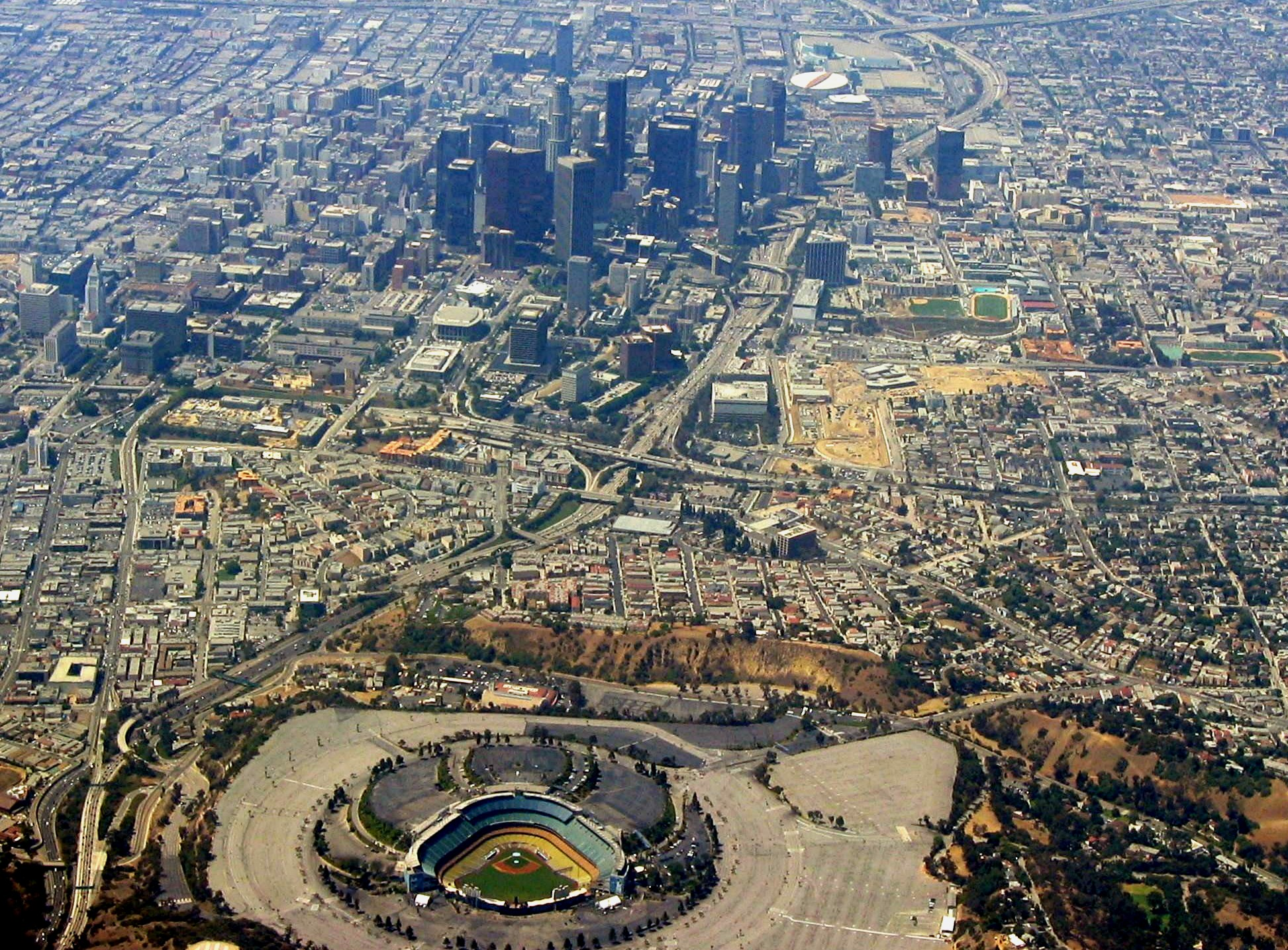
Blick aus der Nordrichtung. Im Vordergrund das Dodger Stadium, dahinter Downtown Los Angeles (2007)
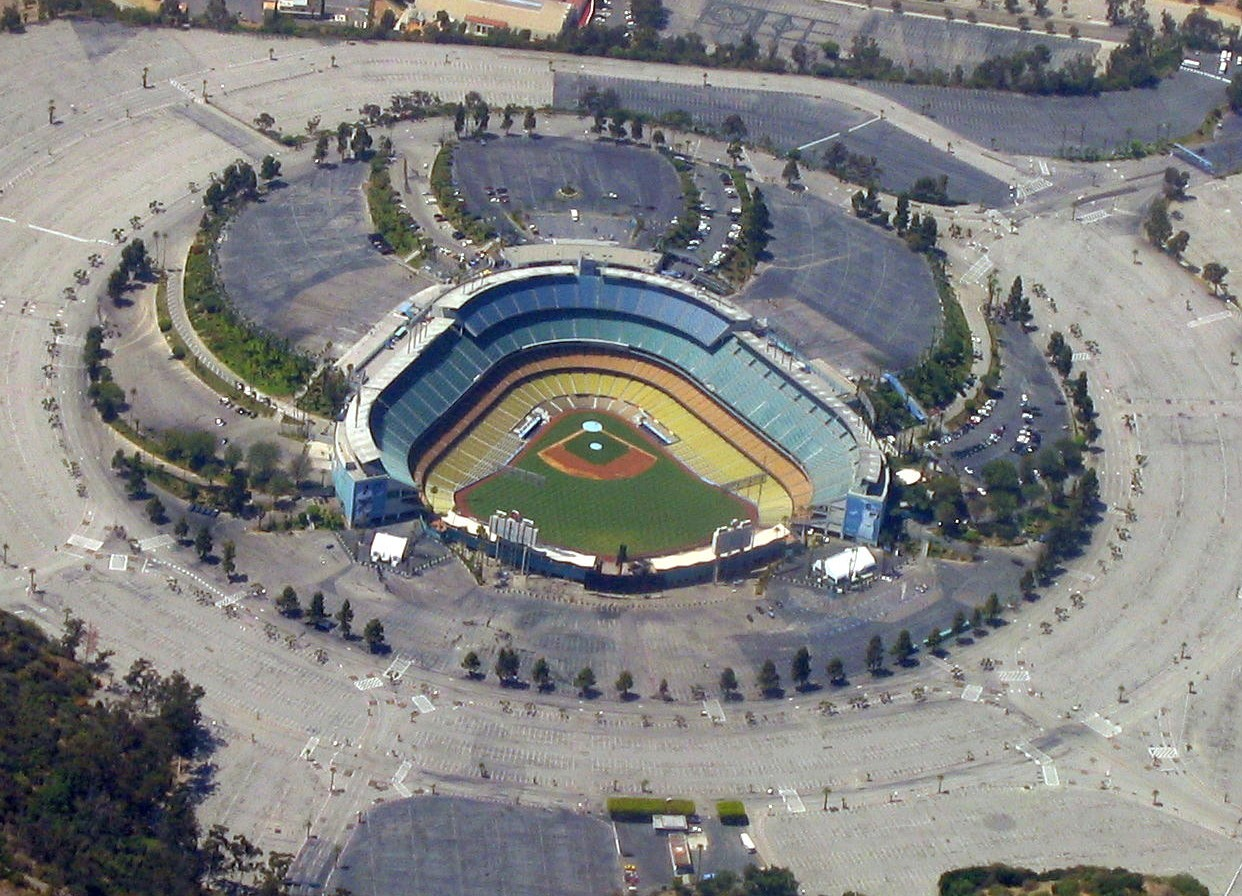
Luftbild von 2007
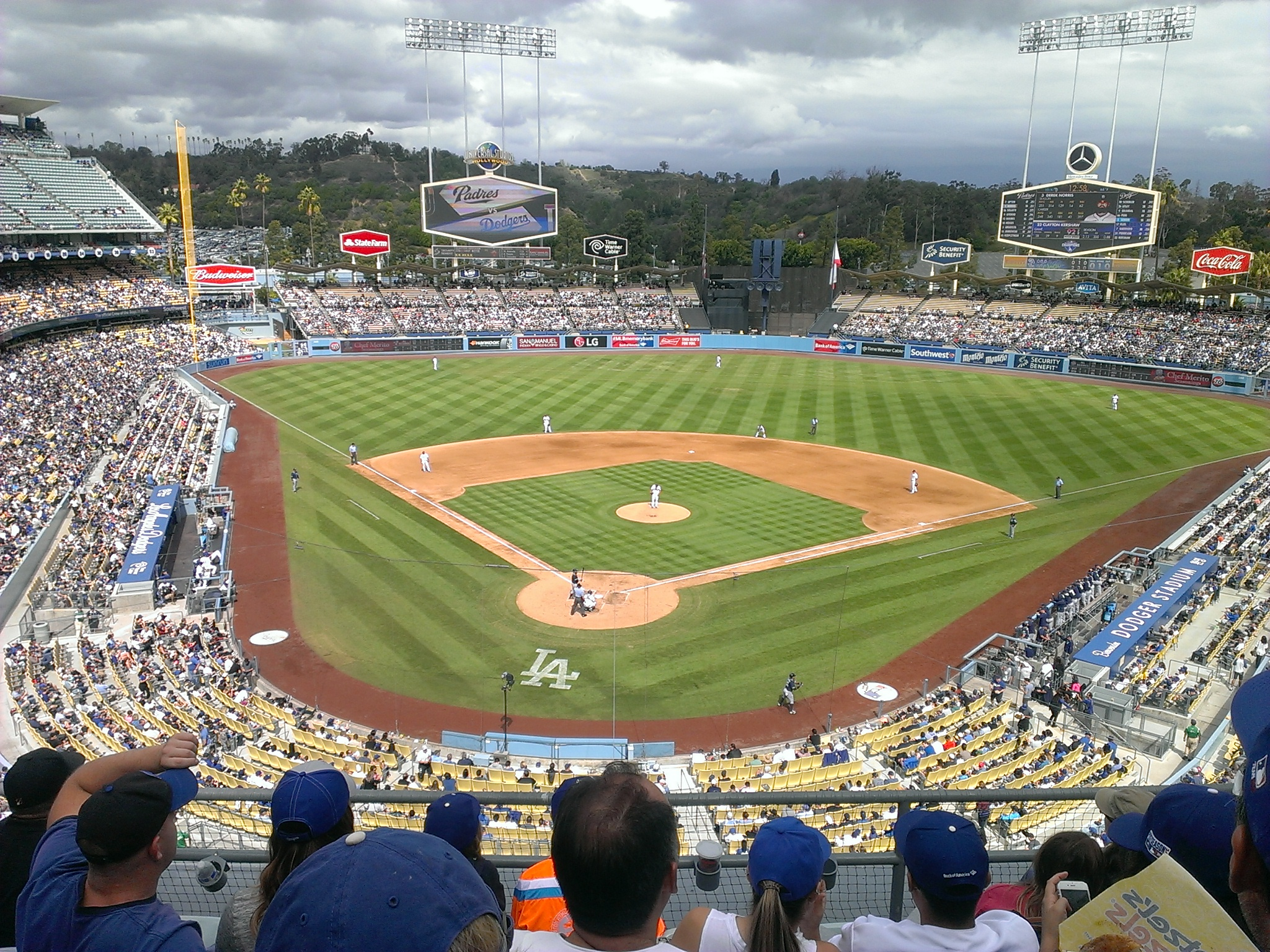
Blick vom Oberrang (2015)